# Campeonato Mundial de Natação em Piscina Curta de 2021 - 4x50 m medley masculino
A prova dos 4x50 metros medley masculino do Campeonato Mundial de Natação em Piscina Curta de 2021 foi disputado no dia 20 de dezembro de 2021, na Etihad Arena, em Abu Dhabi, nos Emirados Árabes Unidos.

## Recordes
Antes desta competição, os recordes mundiais e do campeonato nesta prova eram os seguintes:
|                       | Nacionalidade | Tempo   | Local | Data                  |
| --------------------- | ------------- | ------- | ----- | --------------------- |
| Recorde mundial       | Itália        | 1:30.14 | Cazã  | 3 de novembro de 2021 |
| Recorde do campeonato | Brasil        | 1:30.51 | Doha  | 4 de dezembro de 2014 |

Os seguintes recordes mundiais ou do campeonato foram estabelecidos durante esta competição:
| Data           | Evento | Nome                                                                                                 | Nacionalidade              | Tempo   | Notas |
| -------------- | ------ | --- | -------------------------- | ------- | ----- |
| 20 de dezembro | Final  | Kliment Kolesnikov (22.76) Kirill Strelnikov (25.62) Andrey Minakov (21.76) Vladimir Morozov (20.37) | Federação Russa de Natação | 1:30.51 | =     |
| 20 de dezembro | Final  | Shaine Casas (23.11) Nic Fink (25.13) Tom Shields (21.75) Ryan Held (20.52)                          | Estados Unidos             | 1:30.51 | =     |

## Medalhistas
| Ouro | Ouro | Bronze |
| Kliment Kolesnikov Kirill Strelnikov Andrey Minakov Vladimir Morozov Pavel Samusenko Andrei Nikolaev Oleg Kostin Aleksandr Shchegolev[a] | Estados Unidos · Shaine Casas · Nic Fink · Tom Shields · Ryan Held · Will Licon[a] · Trenton Julian[a] · Zach Apple[a] | Itália · Lorenzo Mora · Nicolò Martinenghi · Matteo Rivolta · Lorenzo Zazzeri · Michele Lamberti[a] · Thomas Ceccon[a] |

a  Nadadores que participaram apenas nas eliminatórias e receberam medalhas.

## Resultados

### Eliminatórias
As eliminatórias ocorreram dia 20 de dezembro com um total de 15 nacionalidades.
| Colocação | Bateria | Raia | Nacionalidade              | Nadadores                                                                                             | Tempo   | Notas            |
| --------- | ------- | ---- | -------------------------- | --- | ------- | ---------------- |
| 1         | 1       | 4    | Federação Russa de Natação | Pavel Samusenko (23.38) Andrei Nikolaev (26.16) Oleg Kostin (22.08) Aleksandr Shchegolev (20.90)      | 1:32.52 | Q                |
| 2         | 1       | 6    | Egito                      | Mohamed Samy (23.69) Youssef El-Kamash (26.40) Youssef Ramadan (22.37) Abdelrahman Sameh (20.73)      | 1:33.19 | Q,               |
| 3         | 2       | 7    | Brasil                     | Guilherme Guido (23.27) Caio Pumputis (26.33) Vinicius Lanza (22.51) Gabriel Santos (21.10)           | 1:33.21 | Q                |
| 4         | 1       | 8    | Estados Unidos             | Shaine Casas (23.34) Will Licon (26.11) Trenton Julian (22.57) Zach Apple (21.27)                     | 1:33.29 | Q                |
| 5         | 2       | 4    | Itália                     | Lorenzo Mora (23.65) Nicolò Martinenghi (26.00) Michele Lamberti (22.84) Thomas Ceccon (21.11)        | 1:33.60 | Q                |
| 6         | 1       | 5    | Noruega                    | Markus Lie (23.72) André Grindheim (27.30) Tomoe Hvas (22.49) Nicholas Lia (20.82)                    | 1:34.33 | Q                |
| 7         | 1       | 3    | Polónia                    | Kacper Stokowski (23.48) Marcin Cieślak (27.08) Jakub Majerski (22.63) Paweł Juraszek (21.35)         | 1:34.54 | Q                |
| 8         | 2       | 6    | Lituânia                   | Danas Rapšys (24.46) Andrius Šidlauskas (26.63) Deividas Margevičius (22.96) Simonas Bilis (21.15)    | 1:35.20 | Q                |
| 9         | 2       | 3    | França                     | Mewen Tomac (23.79) Antoine Viquerat (26.16) Thomas Piron (23.09) Yohann Ndoye Brouard (22.40)        | 1:35.44 |                  |
| 10        | 2       | 5    | Turquia                    | Doruk Tekin (23.87) Berkay Ömer Öğretir (26.41) Rasim Oğulcan Gör (23.29) Baturalp Ünlü (22.05)       | 1:35.62 |                  |
| 11        | 1       | 1    | Hong Kong                  | Lau Shiu Yue (24.41) Ng Yan Kin (27.62) Ng Cheuk Yin (23.32) Ian Ho (21.01)                           | 1:36.36 | Recorde nacional |
| 12        | 1       | 7    | Coreia do Sul              | Won Young-jun (24.04) Moon Jae-kwon (26.48) Moon Seung-woo (24.25) Lee Ho-joon (22.74)                | 1:37.51 |                  |
| 13        | 1       | 2    | Vietname                   | Trần Hưng Nguyên (25.00) Phạm Thanh Bảo (27.53) Hồ Nguyễn Duy Khoa (24.96) Nguyễn Hữu Kim Sơn (25.66) | 1:43.15 |                  |
| 14        | 2       | 2    | Kuwait                     | Faisal Al-Tannak (27.59) Ali Al-Zamil (29.45) Mashari Al-Samhan (25.51) Sauod Al-Shamroukh (24.23)    | 1:46.78 |                  |
| 15        | 2       | 8    | China                      | Wang Gukailai Qin Haiyang Sun Jiajun Wang Changhao                                                    | DSQ     |                  |
| 15        | 2       | 1    | Eslováquia                 | | DNS     |                  |

### Final
A final foi realizada em 20 de dezembro.
| Colocação         | Raia | Nacionalidade              | Nadadores                                                                                            | Tempo   | Notas            |
| ----------------- | ---- | -------------------------- | --- | ------- | ---------------- |
| Medalha de ouro   | 4    | Federação Russa de Natação | Kliment Kolesnikov (22.76) Kirill Strelnikov (25.62) Andrey Minakov (21.76) Vladimir Morozov (20.37) | 1:30.51 | =                |
| Medalha de ouro   | 6    | Estados Unidos             | Shaine Casas (23.11) Nic Fink (25.13) Tom Shields (21.75) Ryan Held (20.52)                          | 1:30.51 | = ,              |
| Medalha de bronze | 2    | Itália                     | Lorenzo Mora (23.24) Nicolò Martinenghi (25.30) Matteo Rivolta (21.95) Lorenzo Zazzeri (20.29)       | 1:30.78 |                  |
| 4                 | 3    | Brasil                     | Gabriel Fantoni (22.84) João Gomes Júnior (25.52) Vinicius Lanza (22.45) Gabriel Santos (21.10)      | 1:31.91 |                  |
| 5                 | 5    | Egito                      | Mohamed Samy (23.68) Youssef El-Kamash (26.32) Youssef Ramadan (22.12) Abdelrahman Sameh (20.44)     | 1:32.56 | Recorde africano |
| 6                 | 1    | Polónia                    | Kacper Stokowski (23.20) Marcin Cieślak (26.79) Jakub Majerski (22.45) Paweł Juraszek (20.69)        | 1:33.13 |                  |
| 7                 | 7    | Noruega                    | Markus Lie (23.73) André Grindheim (27.08) Tomoe Hvas (22.41) Nicholas Lia (20.91)                   | 1:34.13 |                  |
| 8                 | 8    | Lituânia                   | Danas Rapšys (24.40) Andrius Šidlauskas (26.58) Deividas Margevičius (22.77) Simonas Bilis (21.07)   | 1:34.82 |                  |

Legenda
| Recorde mundial       | Recorde mundial (World record)               |                       | Recorde africano                      | Recorde africano (African) |                                           | Q | Classificado por posição (Qualified) |
| Recorde do campeonato | Recorde do campeonato (Championship record)  | Recorde da América    | Recorde da América (Americas)         | q                          | Classificado por melhor tempo (Qualified) |   |                                      |
| Melhor marca do ano   | Melhor marca do ano (World leading)          | Recorde asiático      | Recorde asiático (Asian)              | DNS                        | Não largou (Did not start)                |   |                                      |
| Recorde nacional      | Recorde nacional (National record)           | Recorde europeu       | Recorde europeu (European)            | DNF                        | Não terminou (Did not finish)             |   |                                      |
| Recorde pessoal       | Recorde pessoal do atleta (Personal best)    | Recorde da Oceania    | Recorde da Oceania (Oceania)          | DSQ / DQ                   | Desclassificado (Disqualified)            |   |                                      |
| Recorde da temporada  | Recorde da temporada do atleta (Season best) | Recorde sul-americano | Recorde sul-americano (South America) | NM                         | Sem marca (No mark)                       |   |                                      |